# Atletismo nos Jogos Pan-Americanos de 2019 - 400 m com barreiras masculino
A competição dos 400 m com barreiras masculino foi um dos eventos do atletismo nos Jogos Pan-Americanos de 2019, em Lima, no Peru. A prova foi realizada entre os dias 6 e 8 de agosto.

## Calendário
Horário local (UTC-5).
| Data        | Horário | Fase      |
| ----------- | ------- | --------- |
| 6 de agosto | 16:40   | Semifinal |
| 8 de agosto | 18:15   | Final     |

## Medalhistas
| Ouro   | BRA Alison dos Santos |
| Prata  | USA Amere Lattin      |
| Bronze | JAM Kemar Mowatt      |

## Recordes
Recordes mundial e pan-americano antes da disputa dos Jogos Pan-Americanos de 2019.
| Tipo                             | Atleta        | Tempo | Local       | Data                  |
| -------------------------------- | ------------- | ----- | ----------- | --------------------- |
|                                  | Kevin Young   | 46.78 | Barcelona   | 6 de agosto de 1992   |
| Recorde dos Jogos Pan-Americanos | Omar Cisneros | 47.99 | Guadalajara | 27 de outubro de 2011 |

## Resultados

### Semifinal
Qualificação: Os 3 primeiros em cada bateria (Q) e os 2 mais rápidos (q) se classificaram para a final. Os resultados foram os seguintes: 
| Posição | Bateria | Atleta              | Nacionalidade            | Tempo | Notas                |
| ------- | ------- | ------------------- | ------------------------ | ----- | -------------------- |
| 1       | 1       | Juander Santos      | DOM República Dominicana | 49.44 | Q,                   |
| 2       | 1       | Alison dos Santos   | BRA Brasil               | 49.74 | Q                    |
| 3       | 2       | Amere Lattin        | USA Estados Unidos       | 49.75 | Q                    |
| 4       | 2       | Kemar Mowatt        | JAM Jamaica              | 49.84 | Q                    |
| 5       | 1       | Guillermo Ruggeri   | ARG Argentina            | 49.97 | Q                    |
| 6       | 1       | Norman Grimes       | USA Estados Unidos       | 50.04 | q                    |
| 7       | 2       | Jeffery Gibson      | BAH Bahamas              | 50.09 | Q                    |
| 8       | 2       | Leandro Zamora      | CUB Cuba                 | 50.31 | q                    |
| 9       | 2       | Gerald Drummond     | CRC Costa Rica           | 50.35 |                      |
| 10      | 1       | Pablo Andrés Ibáñez | ESA El Salvador          | 50.70 | Recorde da temporada |
| 11      | 1       | Romel Lewis         | JAM Jamaica              | 50.87 |                      |
| 12      | 1       | Andre Colebrook     | BAH Bahamas              | 51.76 |                      |
| 13      | 2       | Alfredo Sepúlveda   | CHI Chile                | 52.77 |                      |
| 14      | 2       | Paulo Herrera       | PER Peru                 | 54.09 |                      |

### Final
Os resultados foram os seguintes:  
| Colocação         | Faixa | Atleta            | Nacionalidade            | Tempo   | Notas                |
| ----------------- | ----- | ----------------- | ------------------------ | ------- | -------------------- |
| Medalha de ouro   | 5     | Alison dos Santos | BRA Brasil               | 48.45   | SJA                  |
| Medalha de prata  | 7     | Amere Lattin      | USA Estados Unidos       | 48.98   |                      |
| Medalha de bronze | 4     | Kemar Mowatt      | JAM Jamaica              | 49.09   |                      |
| 4                 | 9     | Jeffery Gibson    | BAH Bahamas              | 49.53   | Recorde da temporada |
| 5                 | 8     | Guillermo Ruggeri | ARG Argentina            | 49.55   | Recorde da temporada |
| 6                 | 2     | Norman Grimes     | USA Estados Unidos       | 49.65   |                      |
| 7                 | 3     | Leandro Zamora    | CUB Cuba                 | 50.29   |                      |
| 8                 | 6     | Juander Santos    | DOM República Dominicana | 2:09.37 |                      |

Legenda
| Recorde mundial                  | Recorde mundial (World record)               |                       | Recorde africano                      | Recorde africano (African) |                                           | Q | Classificado por posição (Qualified) |
| Recorde dos Jogos Pan-Americanos | Recorde pan-americano (Pan-American record)  | Recorde da América    | Recorde da América (Americas)         | q                          | Classificado por melhor tempo (Qualified) |   |                                      |
| Melhor marca do ano              | Melhor marca do ano (World leading)          | Recorde asiático      | Recorde asiático (Asian)              | DNS                        | Não largou (Did not start)                |   |                                      |
| Recorde nacional                 | Recorde nacional (National record)           | Recorde europeu       | Recorde europeu (European)            | DNF                        | Não terminou (Did not finish)             |   |                                      |
| Recorde pessoal                  | Recorde pessoal do atleta (Personal best)    | Recorde da Oceania    | Recorde da Oceania (Oceania)          | DSQ / DQ                   | Desclassificado (Disqualified)            |   |                                      |
| Recorde da temporada             | Recorde da temporada do atleta (Season best) | Recorde sul-americano | Recorde sul-americano (South America) | NM                         | Sem marca (No mark)                       |   |                                      |